# Loppa
70°14′22″N 22°20′53″Ø / 70.23944°N 22.34806°Ø
Loppa kommune (nordsamisk: Láhpi gielda) ligger i Troms og Finnmark fylke i Norge. Den grænser til Hasvik i nord, Alta i øst og syd, og Kvænangen i syd. Kommunen består af Øksfjord, Bergsfjord, Nuvsvåg, Langfjordhamn, Sør-Tverrfjord, Sandland, øen Loppa og Skavnakk.
Administrationscenteret ligger i Øksfjord.

## Kendte loppværinger
- Hans E. Kinck (1865-1926), forfatter
- Harald Nicolai Samuelsberg, fisker, politiker, stortingsmand († 1986) [1]
- Kai Kiil (1947-), musiker